# Jerome K. Jerome

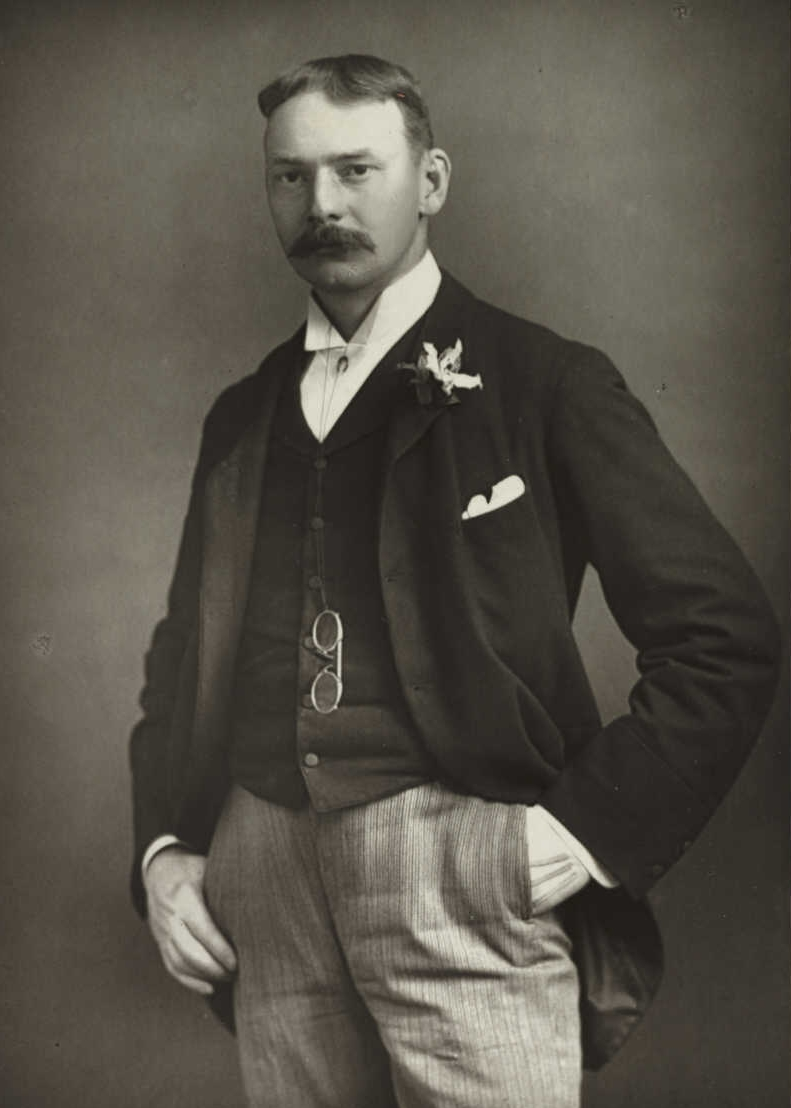
Jerome K. Jerome

Jerome Klapka Jerome (Walsall, 2 mei 1859 – Northampton, 14 juni 1927) was een Engels schrijver van voornamelijk komische verhalen.
Jerome werd geboren in Walsall, in het toenmalige graafschap Staffordshire. Hij bezocht de Marylebone Grammar School, maar begon al op 14-jarige leeftijd te werken als klerk bij de spoorwegen. Later werd hij onderwijzer, acteur en journalist. Hij trouwde in 1888 en kreeg een dochter. In 1893 richtte hij het weekblad 'Today' op. Tijdens de Eerste Wereldoorlog diende hij als ambulancechauffeur in Frankrijk.  
In 1888 publiceerde hij zijn eerste boek, On Stage and Off. Een jaar daarna had hij veel succes met The Idle Thoughts of an Idle Fellow, en met zijn bekendste boek, Three Men in a Boat (1889), waarin hij op onnavolgbare wijze, met vele terzijdes, de belevenissen beschrijft van drie vrienden die een boottochtje maken op de Theems. Dit boek vond een vervolg in Three Men on the Bummel, waarin dezelfde drie vrienden een tocht door Duitsland ondernemen.

## Selecte bibliografie
- The Idle Thoughts of an Idle Fellow (1886)
- Three Men in a Boat (1889)
- The Diary of a Pilgrimage (1891)
- Novel Notes (1893)
- The Second Thoughts of an Idle Fellow (1898)
- Three Men on the Bummel (1900)
- Paul Kelver, a novel (1902)
- Tommy and Co (1904)
- They and I (1909)
- All Roads Lead to Calvary (1919)
- Anthony John (1923)

- Bibsys: 90175413
- Biblioteca Nacional de España: XX893680
- Bibliothèque nationale de France: cb119088062 (data)
- Catàleg d'autoritats de noms i títols de Catalunya: 981058512924506706
- CiNii: DA01656143
- Gemeinsame Normdatei: 117115517
- International Standard Name Identifier: 0000 0000 8076 350X
- Library of Congress Control Number: n80060933
- Nationale Bibliotheek van Letland: 000016120
- MusicBrainz: baf1d372-67bb-42e9-8e1d-8ca11bd38406
- Bibliotheek van het Japanse parlement: 00444680
- Nationale Bibliotheek van Tsjechië: jn19981001562
- Nationale bibliotheek van Australië: 36093310
- Nationale Bibliotheek van Israël: 987007299222105171
- Nationale Bibliotheek van Polen: a0000002833030
- Nationale en Universitaire bibliotheek Zagreb: 000041897
- Nederlandse Thesaurus van Auteursnamen: 069404933
- Istituto Centrale per il Catalogo Unico: CFIV005629
- LIBRIS: 191627
- SNAC: w6pn9h1n
- Système universitaire de documentation: 026938030
- Trove: 1211103
- Virtual International Authority File: 12310310
- WorldCat: E39PBJk4GwH9yYbgKDxdhGdJDq